# Lleteresa de séquia
La lleteresa de séquia o lletrera de séquia (Euphorbia esula) és una espècie de planta de la família euphorbiaceae.

## Distribució
Es troba a moltes zones temperades d'Euràsia. Fora del seu hàbitat normal, està catalogada com una de les 100 espècies invasores més nocives al món. La lleteresa de séquia es va estendre a l'Amèrica del nord ja a principis del segle xix on causa molts problemes a les espècies locals. va invadir més de dos millions d'hestàrees de camps de conreu a la gran d'Amèrica del nord. El 2003 els danys econòmics es van estimar a uns 100 milions de dòlars per any. És una amenaça greu per a l'orquídia Platanthera praeclara, un planta en perill d'extinció.

## Descripció i hàbitat

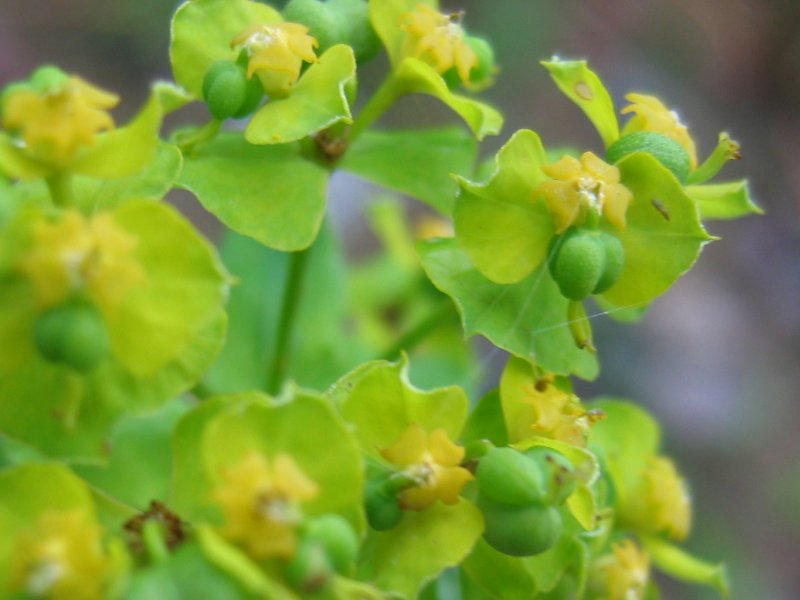
Detall de les flors i fruits immadurs

És una planta herbàcia anual hemicriptòfita que creix fins a una alçada d'entre 30 i 80 cm. Les fulles són petites amb forma lanceolada i d'un verd intens. Prenen color verd groguenc a les puntes de les tiges on hi ha les inflorescències. Comparat amb les altres lletereses, el foliatge de la lleteresa de séquia és relativament dens.
La lleteresa de séquia és una planta molt robusta que conserva el seu color verd i dens foliatge malgrat la sequera. Tot i que sembla preferir les vores dels recs i séquies, també hom la troba als recs i llits de riu assecats, així com als erms, prats i camps, on destaca a l'estiu per la seva coloració verda fresca, comparada amb altres plantes o herbes de tons grisencs o ja seques.
El fruit de la lleteresa de séquia és una càpsula esfèrica puntejada que conté unes llavors llises i petites que germinen amb molta facilitat i que mantenen llur viabilitat fins a set anys. La pols de les llavors i arrels es feia servir abans com a laxant.

## Toxicitat
La lleteresa de séquia és una planta laticífera que produeix una resina blanca o làtex, conegut vulgarment com a «llet», que l'hi ha valgut el seu nom en català. Aquest líquid es coneix amb el nom d'euforbi i conté l'alcaloide euforbina que és tòxic i pot irritar la pell i els ulls severament. Aquesta resina tenia aplicacions en l'antiga medicina casolana contra les berrugues i durícies aplicada directament amb cura, però s'han fet estudis que demostren que pot provocar carcinogènesis de la pell.
A causa de la seva secreció verinosa, la lleteresa de séquia no és menjada pel ramat. Tot i així, hi ha ovelles i cabres que semblen estar immunitzades contra el verí i mengen aquesta planta.
Malgrat el verí qu'exuda la lleteresa de séquia, alguns insectes viuen d'ella, com les erugues del borinot de les lletereses (Hyles euphorbiae), que en mengen les fulles. A Mallorca s'ha observat que l'escarabat Aphthona atrocaerulea (Stephens, 1831) viu sobre la Euphorbia esula i que és freqüent per la primavera.

## Subespècies
Té dues subespècies i un híbrid:
- Euphorbia esula subsp. esula. Té fulles més amples a prop de l'apex i bràcties que fan de 5 a 15 mm.
- Euphorbia esula subsp. tommasiniana (Bertol.) Kuzmanov (sin. E. waldsteinii (Sojak) A.R.Smith; E. virgata Waldst. & Kit.). Les fulles més amples al mig de la tija; les bràcties fan de 12 a 35 mm. Europa Oriental i Anatòlia.
- Euphorbia esula nothosubsp. pseudovirgata (Schur) Govaerts. Híbrid entre les subespècies mencionades.[8]

## Control
La planta es dispersa fàcilment per animals i per aus. Vegetativament pot envair (per les arrels) uns cinc metres per any. El control químic tot sol no té gaire resultats, perquè la xarxa d'arrels queda intacta i a més també destrueix indiscriminadament plantes i mates útils. Es pot «cansar» la planta amb un programa de pastura intens amb ovelles o cabres, i en sembrar prop seu herbes concurrents. En el control biològic s'utilitzen els Aphthona czwalinae (Weise) and Aphthona lacertosa (Rosenhauer). La Spurgia esulae (Gagné) també hi pot ajudar. El més eficaç sembla el control integrat (pastura, enemics naturals i només un tractament amb herbicida a l'autumne).
Eixarcolar manualment no és gaire eficaç i ans al contrari pot contribuir a la dispersió de la planta.